# Алимов-Любимовский
Алимов-Любимовский — хутор в Новоаннинском районе Волгоградской области России. Входит в состав Панфиловского сельского поселения. Население 140 человек (2015).

## География
Расположен в северо-западной части области, в лесостепи, в пределах Хопёрско-Бузулукской равнины, являющейся южным окончанием Окско-Донской низменности, на р. Кумылга. Есть пруд.
Уличная сеть состоит из двух географических объектов: ул. Заречная и ул. Центральная.
Абсолютная высота 91 метр над уровнем моря.

## Население
| 2010 | 2015 |
| ---- | ---- |
| 150  | ↘140 |

Гендерный состав
По данным Всероссийской переписи населения 2010 года в гендерной структуре населения из 150 человек мужчин — 66, женщин — 84 (44,0 и 56,0 % соответственно).
Национальный состав
Согласно результатам переписи 2002 года, в национальной структуре населения
русские составляли 88 % из общей численности населения в 197 человек.

## Инфраструктура
Развитое сельское хозяйство. Личное подсобное хозяйство.

## Транспорт
стоит на автодороге «Панфилово — Алимов — Любимовский — Шарашенский — Алексеевская» (идентификационный номер 18 ОП РЗ 18К-12) (Постановление Администрации Волгоградской обл. от 24.05.2010 N 231-п (ред. от 26.02.2018) «Об утверждении Перечня автомобильных дорог общего пользования регионального или межмуниципального значения Волгоградской области»).